# Ardea bennuides
Ardea bennuides ist eine ausgestorbene Reiherart von den Vereinigten Arabischen Emiraten. Der Artname bennuides bezieht sich auf den altägyptischen Totengott Benu.

## Merkmale
Ardea bennuides ist nur von einem Tibiotarsusfragment bekannt, das in der Ausgrabungsstätte Umm an-Nar in den Vereinigten Arabischen Emiraten im Persischen Golf gefunden und formal 1977 von der dänischen Geologin Ella Hoch beschrieben wurde. Das stratigraphische Alter des Fragments wird auf die Zeit von 3050 v. Chr. (5000 yBP) datiert. Hochs Beschreibung besteht nur aus einer kurzen Zusammenfassung und gibt keinerlei Angaben über die Größe des Knochens und den genauen Fundort. Trotzdem gilt diese Beschreibung nicht als Nomen nudum, da ein Foto des Knochens veröffentlicht wurde. Ardea bennuides war größer als der Goliathreiher (Ardea goliath), die größte rezente Reiherart. 
Hoch vermutet, dass Ardea bennuides als Inspiration für den Benu diente, ein Totenvogel, der auf zahlreichen Hieroglyphen im alten Ägypten dargestellt ist.